# Передславине
Передславине (Предславине) — історична місцевість на території Голосіївського району міста Києва, імовірно розташовується між вулицями Фізкультури, Великої Васильківської, Ділової та південно-східним кордоном району, а також від цього місця до вулиці Ковпака. Відповідно до літопису в 980 році князь Володимир I Святославич поселив у «сільці Передславине» на березі Либеді, свою дружину — княжну полоцьку Рогнеду — і дочку Передславу, ім'ям якої й було названо далеке княже село.
В «побутовій» історії Передславине ототожнюється з місцевістю Дівич-гора, але з описів земель Михайлівського монастиря, опублікованих Закревським в «Описі Києва», ясно показано, що «Дівич-гора Оріновська» була при впадінні Либеді у Дніпро, бувши, по суті, частиною Лисої гори.
Згадується в художній літературі.

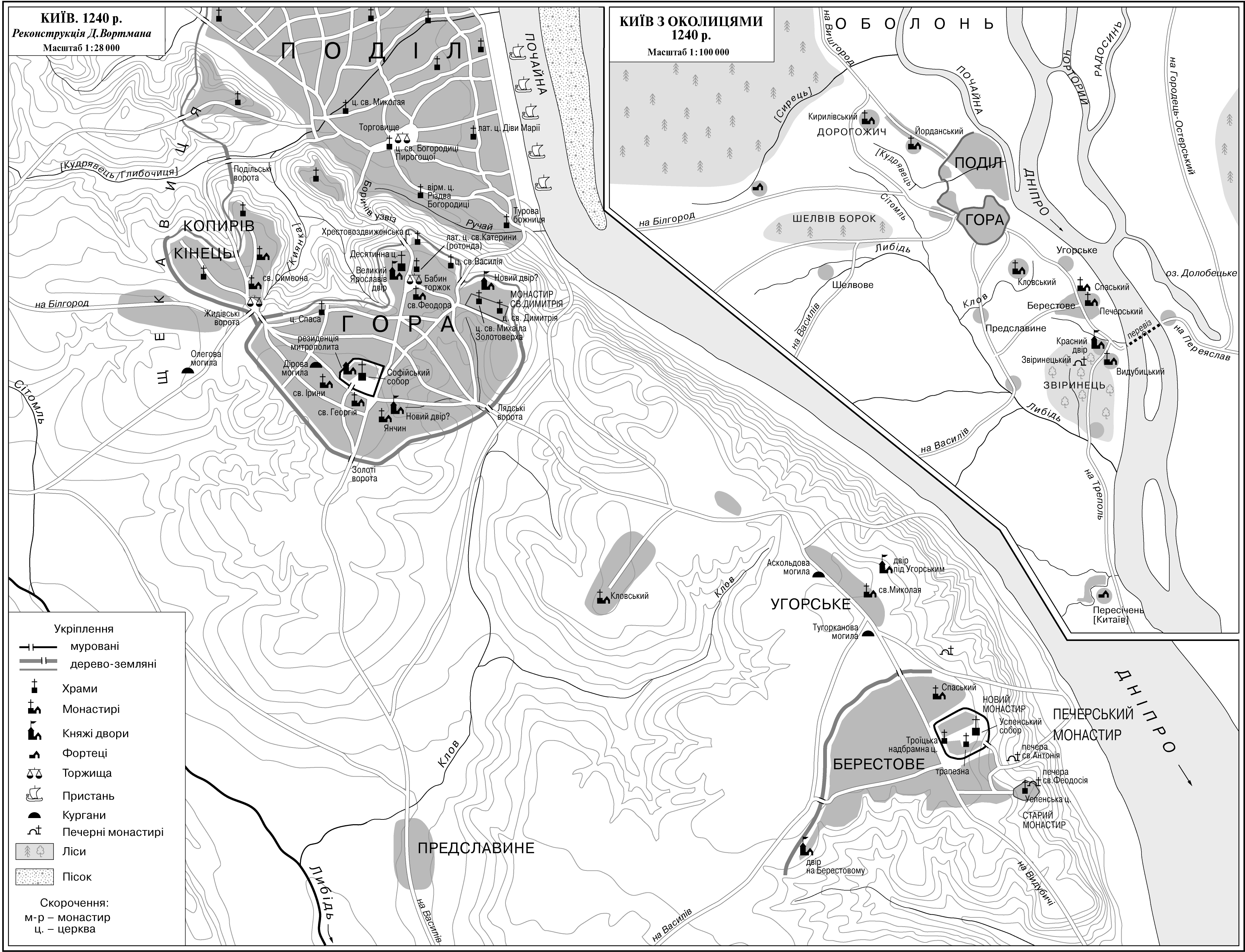
Київ у 1240 році. Предславине показано у ніжній частині. Реконструкція Д. Вортмана.